# Пустовойтов, Сергей Аполлонович
Сергей Аполлонович Пустовойтов (1893—1937) — сотрудник органов государственной безопасности, СБУ считается одним из ответственных за Голод на Украине в 1932—1933 годах.

## Биография
Происходит из дворянской семьи. В 1919—1920 был членом Киевского губернского комитета партии левых эсеров, редактировал газету «Борьба». В 1921 арестован ЧК, после чего стал сотрудником органов госбезопасности.
Работал с агентурными данными от М. Е. Ялового (впоследствии составил обвинительное заключение по его делу), И. И. Гирняка (впоследствии допрашивал его), А. А. Билэнького-Березинского и других. В числе прочих допрашивал Ф. Л. Эрнста, О. Вишню, Г. А. Костюка, Н. И. Шрага.
Проживал в Киеве, находился на должности временно исполняющего обязанности начальника 2-го отделения Секретно-политического отдела ГПУ УССР. Затем до ареста работал начальником отделения Секретно-политического отдела Управления государственной безопасности НКВД УССР.
Арестован 23 июля 1937. Осуждён 7 сентября 1937 Выездной сессией Военной коллегии Верховного суда СССР по статье 54-1 «а» УК УССР к высшей мере наказания — расстрелу. На основании статьи 1-й Закона Украины «О реабилитации жертв политических репрессий на Украине» от 17 апреля 1991 посмертно реабилитирован.